# Brno (loď, 1949)
Loď Brno (do roku 1989 Úderník) je čtvrtou lodí, která byla postavena pro lodní dopravu na Brněnské přehradě. Pod původní jménem byla v provozu v letech 1949–1967, poté byla odstavena. Ve druhé polovině 80. let 20. století byla zrekonstruována, ale jako salónní loď nebyla v pravidelném provozu. V letech 2005 a 2006 proběhla již její druhá rekonstrukce, při níž byla upravena pro běžný provoz.

## Historie
Protože již ani třetí dodaná loď na Brněnskou přehradu, Veveří, nepostačovala, došlo k objednání dalšího plavidla. Trup lodě byl vyroben v roce 1948 loděnicí Adolf Špirk, Praha Smíchov, nástavba byla postavena během první poloviny roku 1949 v bystrcké loděnici pracovníky Dopravního podniku města Brna (DPMB). Loď byla poprvé spuštěna na vodu v červnu 1949 a byla pokřtěna jménem Úderník, které bylo poplatné tehdejšímu socialistickému zřízení.
Úderník spolehlivě sloužil až do 60. let, kdy se stal (po vyřazení Veveří a Moravy) druhou nejstarší lodí brněnské flotily. Protože cestujících postupně od roku 1956 ubývalo, bylo v roce 1967 rozhodnuto o vyřazení dvou nejstarších lodí. Brno bylo prodáno na Vranovskou přehradu a Úderník byl odstaven z provozu. Plavidlo bylo vytaženo na břeh v areálu lodní dopravy v Bystrci a tam od roku 1967 chátralo. V roce 1982 byla dokonce rozebrána a odvezena do šrotu celá nástavba, takže zůstal pouze trup.

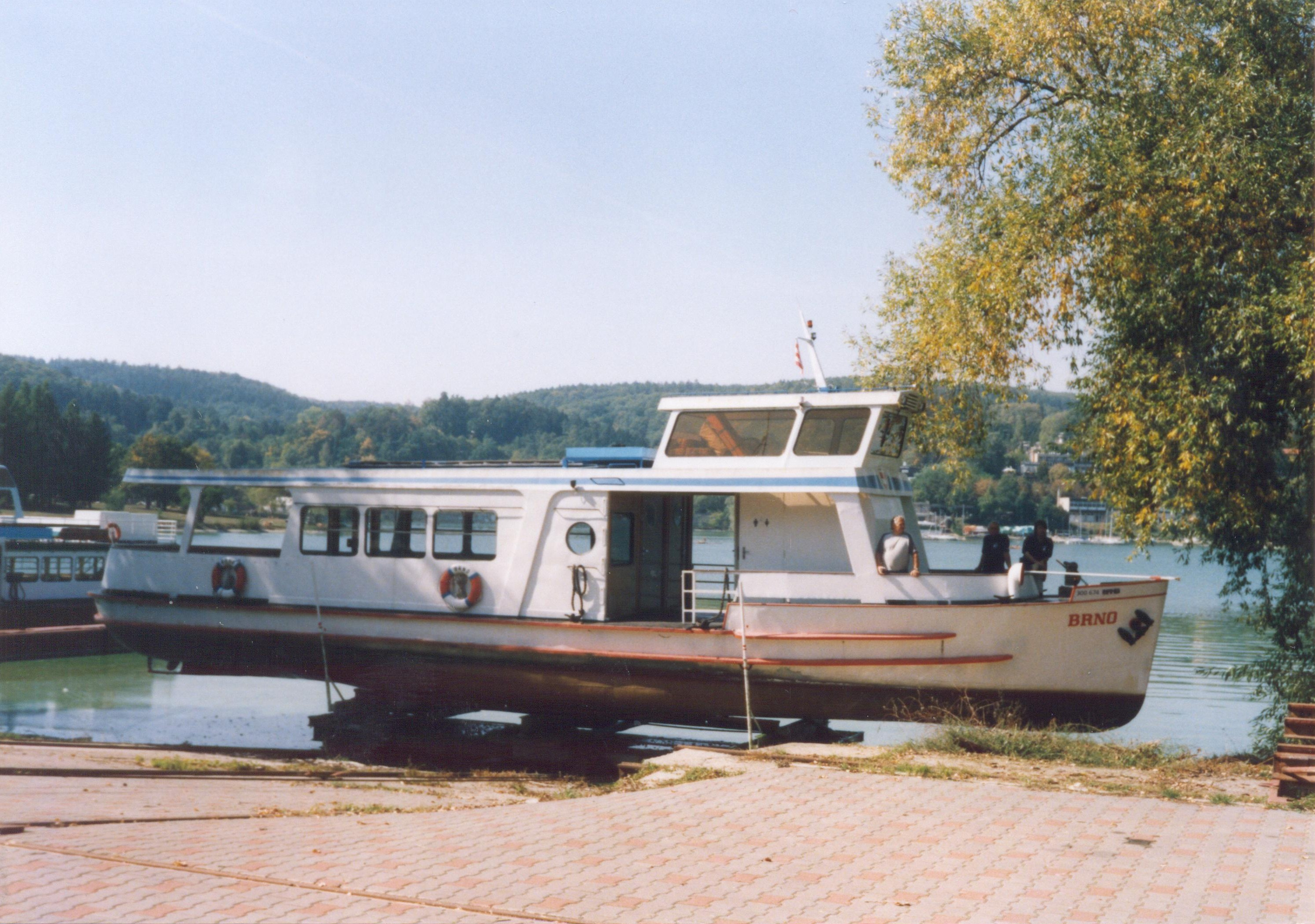
Loď Brno v salonní úpravě v roce 2003

O pět let později, roku 1987, bylo ale rozhodnuto o rekonstrukci celého plavidla, které následně mělo sloužit pouze jako salónní loď pro komerční účely. Do pravidelného linkového provozu již nemělo zasahovat. Loď byla zrekonstruována (nástavbu opět vyrobili v bystrcké loděnici) a v roce 1989, ke 120. výročí MHD v Brně, slavnostně spuštěna na vodu. Při této příležitosti byla loď přejmenována na Brno, což se příliš nezamlouvalo socialistickým orgánům. Využití Brna bylo ale velmi sporadické. Od září 1989 do podzimu 2005 najezdila loď pouhých 5000 km (jedna loď v běžném linkovém provozu na Brněnské přehradě najezdí za jediný rok průměrně 7000 km).
DPMB uvažoval o prodeji tohoto nevyužívaného plavidla, přičemž za utržené peníze chtěl opravit loď Mír, která chátrala na břehu od roku 1992. Ovšem Státní plavební správa shledala trup Míru za neopravitelný, tudíž tato možnost padla. Dopravní podnik se tedy rozhodl zrekonstruovat Brno. Práce probíhaly v letech 2005 a 2006, nástavba byla snesena a na opravený trup byla vyrobena nástavba nová, podobná té na Pionýru. Loď byla slavnostně spuštěna na vodu 6. května 2006 při příležitosti oslav 60 let od zahájení provozu lodní dopravy na Brněnské přehradě. Od té doby je Brno v pravidelném linkovém provozu.

## Konstrukce

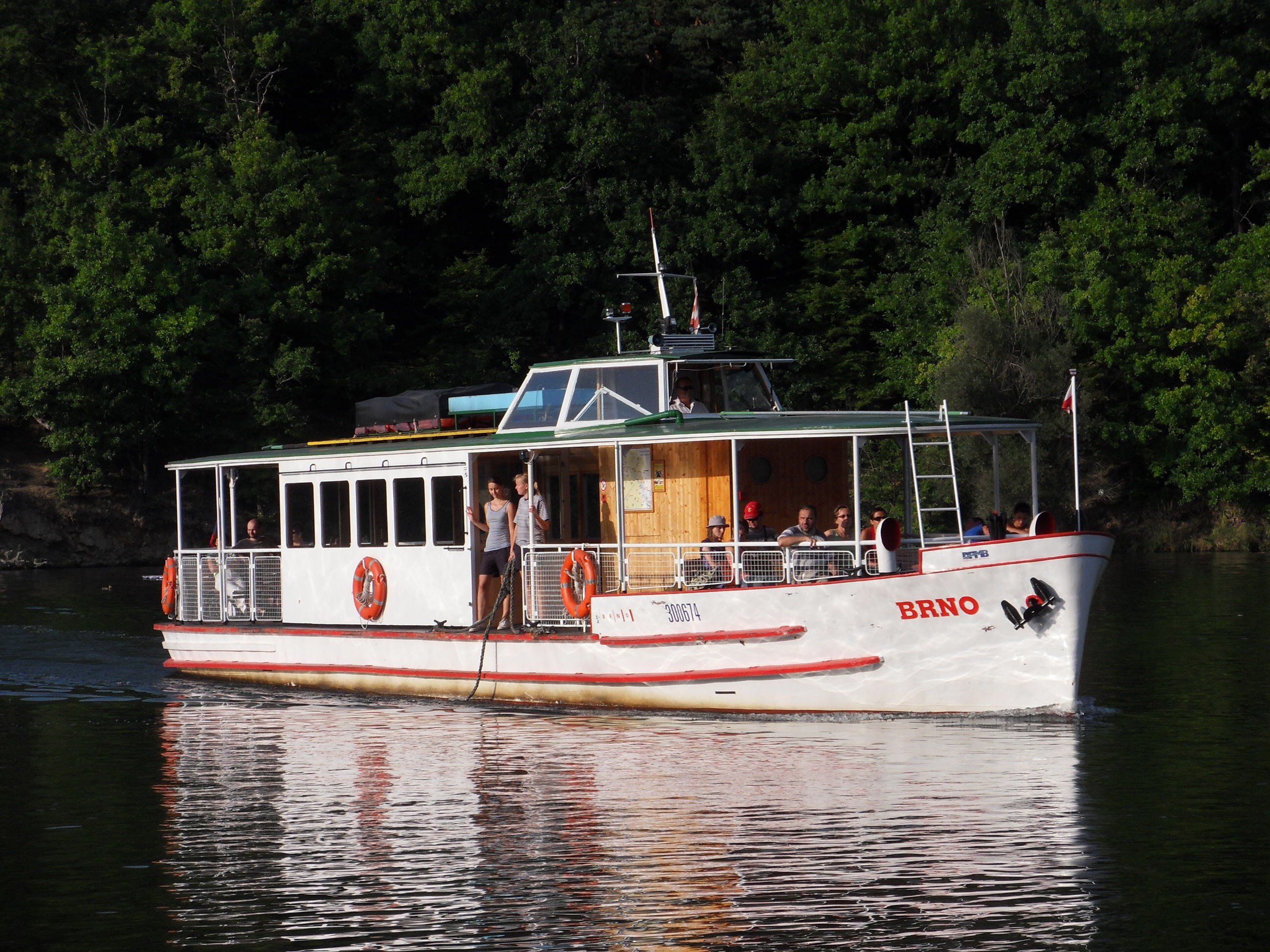
Loď Brno v Rokli

Brno lze zařadit mezi brněnské lodě střední velikosti. Je tedy větší a kapacitnější (původní obsaditelnost 200 osob) než předchozí dodané lodě, které mohly svézt přibližně o polovinu méně cestujících. Plavidlo bylo rozděleno na dvě části: přední uzavřenou kajutu (ta již nebyla snížená, jako u prvních tří lodí) a zadní otevřenou palubu, jež byla kryta plátěnou střechou (ta se dala při příznivém počasí svinout). Stanoviště kapitána (kormidelna), které bylo vyvýšené nad úrovní střechy, se nacházelo přibližně ve třetině délce lodi, na rozhraní uzavřené kajuty a otevřené paluby.
Trup lodě byl svařen ze železných plechů síly 3, 3,5 a 4 mm. Vyztužen byl žebry z úhlového železa, která byla umístěna po celé délce lodi ve vzájemných rozestupech 500 mm. Plavidlo bylo poháněno elektromotorem Siemens-Schuckert o výkonu 15,8 kW. Motor byl napájen olověným akumulátorem.
Nová nástavba z let 1987 – 1989 byla tříprostorová. Přední část lodě byla otevřená, stejně jako zadní část (ta byla navíc kryta střechou). Střední prostor byl uzavřen a vytvořil tak kajutu. Kormidelna se nacházela přibližně nad vstupem, stanoviště kapitána tak bylo vyvýšeno nad střechu lodě. Kapacita plavidla byla snížena na 42 osob. Loď poháněl tramvajový elektromotor Škoda TIS o výkonu 19 kW.
Po rekonstrukci v letech 2005 a 2006 obdrželo Brno nástavbu ve stylu lodí Pionýr a Mír. Opět se jedná o tříprostorovou nástavbu, jejíž přední a zadní část je otevřená (obě jsou kryty střechou). Střední část vytváří průchozí uzavřenou kajutu pro cestující. Kormidelna je vyvýšena nad střechu lodi a nachází se přibližně v první třetině délce plavidla. Obsaditelnost lodě je nyní 120 osob, rozměrově jde ale o stále o loď střední velikosti.